# Hyloxalus peculiaris
Hyloxalus peculiaris es una especie de anfibio anuro de la familia Dendrobatidae.

## Distribución geográfica
Esta especie es endémica de la provincia de Morona-Santiago en Ecuador. Habita a 2195 m de altitud en la Cordillera Oriental.

## Descripción
El macho mide 26.5 mm y las hembras de 29.0 a 29.8 mm.

## Publicación original
- Rivero, 1991 : New Ecuadorean Colostethus (Amphibia, Dendrobatidae) in the collection of the National Museum of Natural History, Smithsonian Institution. Caribbean Journal of Science, vol. 27, n.º 1/2, p. 1-22[5]